# چجیا
چجیا (به ایتالیایی: Ceggia) یک کومونه در ایتالیا است که در استان ونیز واقع شده‌است.

## خصوصیات
چجیا ۲۱ کیلومترمربع مساحت و ۵٬۹۸۳ نفر جمعیت دارد و ۳ متر بالاتر از سطح دریا واقع شده‌است.